# Тимбурешть
Тимбурешть, Тимбурешті (рум. Tâmburești) — село у повіті Долж в Румунії. Входить до складу комуни Рожиште.
Село розташоване на відстані 178 км на захід від Бухареста, 34 км на південь від Крайови.

## Населення
За даними перепису населення 2002 року у селі проживали 688 осіб. Усі жителі села рідною мовою назвали румунську.
Національний склад населення села:
| Національність | Кількість осіб | Відсоток |
| -------------- | -------------- | -------- |
| румуни         | 671            | 97,5%    |
| цигани         | 17             | 2,5%     |